# ۱۲ خرداد
۱۲ خرداد هفتادمین و چهارمین روز سال در گاه‌شماری خورشیدی است. به پایان سال ۲۹۱ روز (۲۹۲ روز در سال کبیسه) باقی‌است.

## رویدادها
- ۱۲۸۶ - بنیان‌گذاری شهرداری تهران
- ۱۳۹۳ - طوفان ۱۳۹۳ تهران
- ۱۳۹۷ - حادثه ۱۲ خرداد ۱۳۹۷ فروند چنگدو جی-۷
- ۱۴۰۰ - آتش‌سوزی در پالایشگاه نفت تهران

## زادروزها
- ۱۳۰۱ - شاپور یاسمی، کارگردان
- ۱۳۵۶ - داریوش یزدانی، بازیکن فوتبال
- ۱۳۶۷ - محمد پروین، بازیکن فوتبال
- ۱۳۷۵ - ایمان سلیمی، بازیکن فوتبال

## درگذشت‌ها
- ۱۳۶۶ - فاطمه پهلوی، فرزند رضاشاه
- ۱۳۷۹ - سید علی‌اکبر ابوترابی‌فرد، نماینده تهران در دوره چهارم مجلس شورای اسلامی و دوره پنجم مجلس شورای اسلامی
- ۱۳۸۸ - پروین سلیمانی، بازیگر
- ۱۳۹۱ - اصغر الهی، نویسنده
- ۱۳۹۲ - جلال‌الدین طاهری، نماینده استان اصفهان در مجلس خبرگان رهبری
- ۱۳۹۴ - ابوالفتح یافت‌آبادی، فرمانده نیروی پدافند هوایی ارتش جمهوری اسلامی ایران
- ۱۳۹۸ - مرتضی کلانتریان، قاضی
- ۱۴۰۴ - بهرام عکاشه، دانشمند و زمین شناس